# Der letzte Walzer (1927)
Der letzte Walzer ist eine deutsche Stummfilm-Operettenverfilmung, inspiriert von der gleichnamigen Vorlage von Oscar Straus, aus dem Jahre 1927. Unter der Regie von Arthur Robison spielten Willy Fritsch, Liane Haid und Suzy Vernon die Hauptrollen.

## Handlung
Prinz Alexis, Thronfolger eines nicht näher genannten Balkanstaates, erhält während eines Jagdausfluges den vom Hofmarschall übermittelten Befehl seiner Mutter, unverzüglich auf das Schloss zurückzukehren. Dort solle er die für ihn ausgesuchte Braut, Prinzessin Elena, kennenlernen, ehe die Verlobung der beiden verkündet wird. Elena und ihre beste Freundin, Gräfin Vera, wollen sich einen Spaß machen, und tauschen die Rollen. Als der Adjutant des Prinzen, Dimitri Sarrasow erscheint, um die Ankunft von Alexis anzukündigen, wird ihm Vera als Prinzessin Elena präsentiert.
Der Scherz droht eine gefährliche Wendung zu nehmen, als sich Alexis Hals über Kopf in seine angebliche Braut Elena, in Wahrheit: Vera, verliebt. Während einer Schlittenfahrt erleiden die beiden einen Unfall und kommen in einem Gasthof unter, der schon so manches Mal für die wilden Rendezvous des Prinzen herhalten musste. Vera, bedrängt von dem zudringlichen Alexis, behauptet aus Furcht steif und fest, tatsächlich Vera und nicht Elena zu sein, doch der Thronprätendent glaubt ihr kein Wort. Die wahre Elena hat derweil aus Sorge um ihre Freundin Dimitri auf die Suche nach ihr geschickt. Der Adjutant erreicht den Gasthof, traut sich aber nicht, ins Gemach seines Herrn und Meisters einzudringen. Vera kann sich kaum noch der Zudringlichkeiten von Alexis erwehren, da reißt sie die Zimmertür auf und flieht direkt in die Arme von Dimitri. Als Dimitri daraufhin den Säbel zückt – immerhin ist eine Dame in Not – kommt das einem ungeheuerlichen Affront gegenüber dem Thronfolger gleich. Dieser lässt seinen Adjutanten kurzerhand verhaften, vors Kriegsgericht stellen und zum Tode verurteilen.
In der Nacht vor der Hinrichtung wird zu Ehren der Vermählung von Alexis und Elena im Schloss ein Hofball veranstaltet. Auch Vera ist anwesend. Sie erfährt, dass der sie rettende Dimitri in seiner Zelle auf seine Exekution am nächsten Tag wartet und bittet den Thronfolger darum, dem Verurteilten, wie es guter Brauch ist, eine letzte Gunst zu gewähren. Dimitri Sarrasow bittet darum, mit Vera einen letzten Walzer tanzen zu dürfen. Er gibt sein Wort, anschließend ohne Widerstand zu leisten in seine Zelle zurückzukehren, und hält sich daran. Vera aber will sein Leben nicht derart sinnlos vergeudet sehen und hat bereits einen Fluchtplan geschmiedet.
Elena ist irritiert, als sie von den Umständen des Todesurteils erfährt. Aus ihrer Äußerung heraus muss ihr Gatte in spe annehmen, dass sie ihn, Alexis, für einen Feigling hält, da er im Gasthof nicht das Säbelduell mit seinem Adjutanten gewagt hatte. Das will Alexis nicht auf sich sitzen lassen und möchte das ausgefallene Duell nachholen. Man wählt die Pistole als Waffe. Da plötzlich zückt Dimitri ein goldenes Zigarettenetui, das ihm Alexis einst als Dankgeschenk für seine Rettung vor einem Attentäter überreicht hatte. Alexis schießt dennoch … und trifft lediglich den Zeiger einer Uhr.
Nun schreitet die Königin ein und macht dem ganzen Irrsinn ein Ende. Sie begnadigt Dimitri Sarrasow und ermöglicht damit dem Kavalier der alten Schule schließlich, seine Vera zum Altar zu führen.

## Produktionsnotizen
Der letzte Walzer war die erste Gemeinschaftsproduktion von UFA und Paramount und entstand von Januar bis März 1927. Der sechsaktige Film mit einer Länge von 2722 Metern erhielt Jugendverbot und erlebte seine Welturaufführung am 19. August 1927 im Ufa-Palast am Zoo.
Walter Reimann entwarf die Bauten, die Hans Minzloff ausführte. 

## Kritiken
„In überaus geschickter Weise, die das feine künstlerische Verständnis des Regisseur Robison erkennen läßt, ist die Handlung des Films auf Dramatik eingestellt, in der höchst eindrucksvolle Höhepunkte herausgearbeitet wurden, während trotzdem ein liebenswürdig amüsanter Zug durch das Ganze geht, der mitunter parodistische Form annimmt und, insbesondere zum Schlusse, in köstlichen Humor übergeht. Besonders bemerkenswert an der Regie Robisons ist, dass er psychologische Momente in der wirksamsten und subtilsten Weise hervorzubringen verstand, wie er die ganze Durchführung des Films von der psychologischen Seite anpackte und dadurch unübertreffliche Stimmungen erzielte, die ein Gesamtbild von ungewöhnliche Reiz ergeben haben. (…) Wie die Regie Artur Robisons, so wird auch die Darstellung unter dem künstlerischen Einfluß des Regisseurs ihrer Aufgabe in der anerkennenswertesten Weise gerecht. Jede einzelne Rolle ist, was in besonderer Weise vermerkt zu werden verdient, individuell erstklassig besetzt.“

Wiens Neue Freie Presse berichtete am 26. November 1927: "Das ist in wenigen Worten Sinn und Handlung dieses Bilderspieles, und beide muß man als wohl gelungen anerkennen. Mehr, viel mehr Lob noch als dem Was der Sache gebührt dem Wie, der liebevollen, in prächtigen Bildern, Naturaufnahmen, Interieur- und Stimmungsstudien schwelgenden Mise-en-scène und einer feinsinnigen Regie, die aus anscheinend unwichtigen Details die reizendsten Wirkungen hervorholt. Ausgezeichnet auch die Besetzung, die verschwenderisch selbst auf kleinen Posten noch großes Können stellt."